# Distrito de See-Gaster
El distrito de See-Gaster (en alemán Wahlkreis See-Gaster) es uno de los ocho distritos del cantón de San Galo, está ubicado al oeste del cantón.
El distrito fue creado en 2003 y corresponde exactament al territorio de los antiguos distritos de See y Gaster.

## Geografía
El distrito de San Galo se encuentra situado en la porción oeste del cantón, a orillas de los lagos de Zúrich y Walen, entre los prealpes appenzelleses y los Alpes glaroneses. Limita al noreste y este con el distrito de Toggenburgo, al sureste con Sarganserland, al sur con el cantón de Glaris y los distritos de March (SZ) y Höfe (SZ), al oeste con Meilen (ZH), y al noroeste con Hinwil (ZH).

## Comunas
| Distrito de See-Gaster | Distrito de See-Gaster | Distrito de See-Gaster |
| Comunas                | Población (31.12.2008) | Superficie km²         |
| ---------------------- | ---------------------- | ---------------------- |
| Amden                  | 1617                   | 43.48                  |
| Benken                 | 2454                   | 16.48                  |
| Eschenbach             | 5457                   | 13.25                  |
| Gommiswald             | 2789                   | 11.86                  |
| Kaltbrunn              | 4045                   | 18.68                  |
| Rapperswil-Jona        | 26 034                 | 22.17                  |
| Schänis                | 3504                   | 39.90                  |
| Schmerikon             | 3508                   | 4.15                   |
| Uznach                 | 5654                   | 7.55                   |
| Weesen                 | 1505                   | 5.39                   |
| Total (10)             | 61 524                 | 246.16                 |

## Cambios en las comunas desde 2000

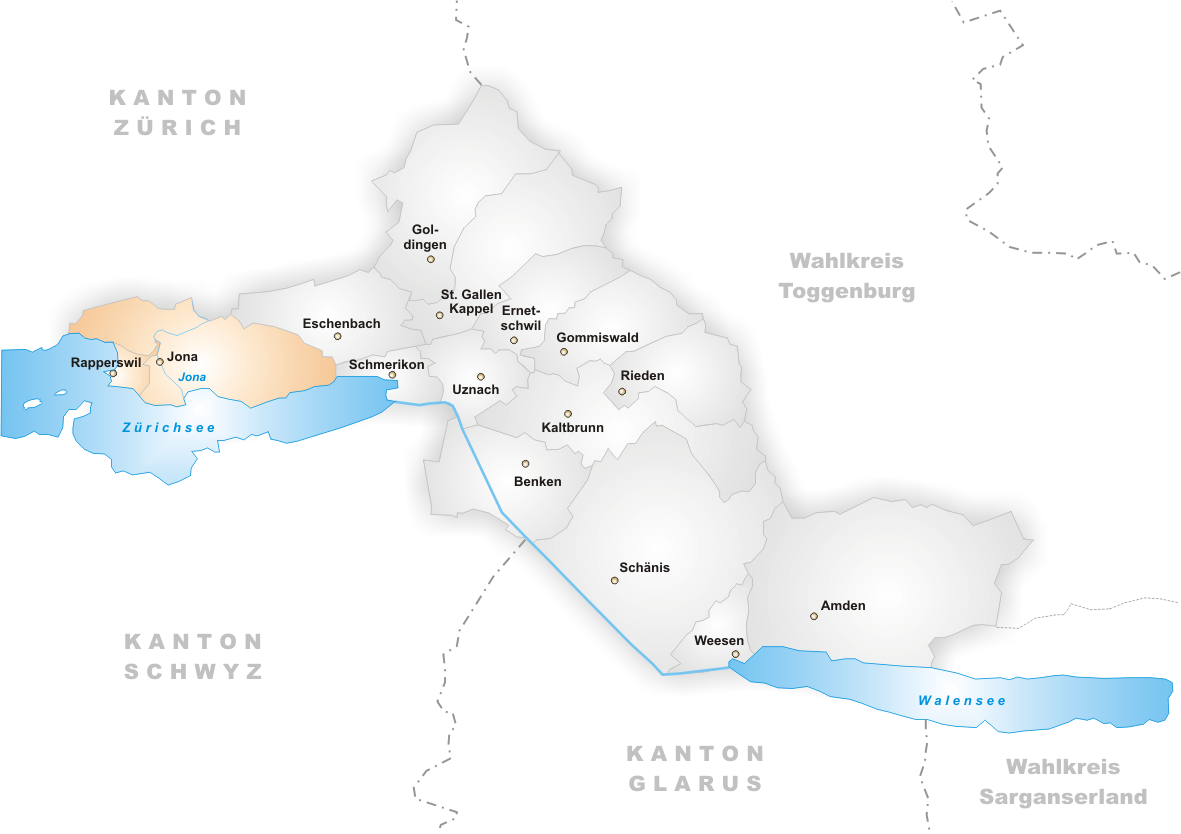
Comunas hasta 2006

### Fusiones
- 2007: Rapperswil y Jona → Rapperswil-Jona